# دبوسي سورغمي
دبوسي سورغمي (الاسم العلمي:Claviceps sorghi) هو نوع من الفطريات يتبع جنس الدبوسي من الفصيلة الدبوسية.